# Historie krajů v Česku
Kraje jsou tradiční územní jednotkou českých zemí už od středověku. V Čechách byly vymezeny již ve 13. století, na Moravě o něco později. Původně se jednalo o správní celky stojící mezi panstvími a zeměmi. V 19. století bylo krajské uspořádání zrušeno, aby bylo ve 20. století opět zavedeno, přičemž bylo od té doby ještě několikrát reformováno.

## První kraje v Čechách

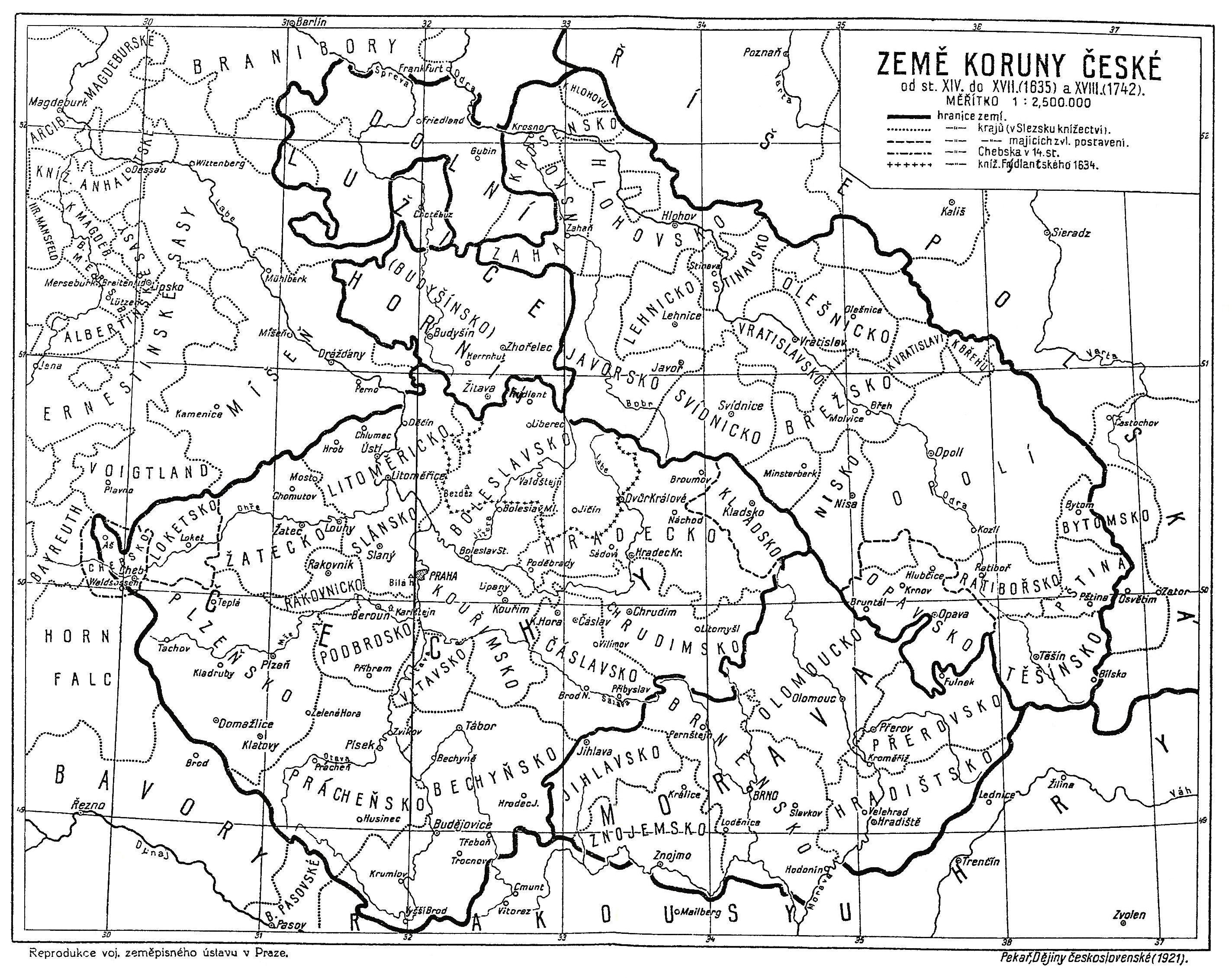
Mapa krajů od 14. do 18. století

### Počátky
Počátky krajského zřízení spadají v Čechách do 2. poloviny 13. století, kdy jimi Přemysl Otakar II. nahradil původní hradské zřízení. Konkrétní kraje se utvářely ale postupně z označení jen původně neurčitých oblastí, dotvořeny byly definitivně až během husitství, zejména přes instituci krajských poprávců. Později stál v jejich čele hejtman, první byli zvoleni krajskými sněmy (tzv. sněmíky) roku 1434. Na počátku se jednalo o 12 krajů:
- Bechyňský kraj (správní středisko Bechyně)
- Boleslavský kraj (Mladá Boleslav)
- Čáslavský kraj (Čáslav)
- Hradecký kraj (Hradec Králové)
- Chrudimský kraj (Chrudim)
- Kouřimský kraj (Kouřim), také zvaný Pražský
- Litoměřický kraj (Litoměřice)
- Plzeňský kraj (Plzeň)
- Prácheňský kraj (Prácheň, později Písek)
- Rakovnický kraj (Rakovník)
- Slánský kraj (Slaný)
- Žatecký kraj (Žatec)

Zvláštní postavení měly tzv. vnější kraje: 
- Loketský kraj (Loket)
- Kladský kraj (Kladsko)
- Trutnovský kraj (Trutnov), roku 1515 připojen k Hradeckému kraji[4]

Mimo krajské zřízení stály částečně autonomní oblasti: 
- Chebsko (Cheb)
- Ašsko (Aš)

### Úpravy
Za vlády krále Jiřího z Poděbrad (1458–1471) byli opět na čas jmenování poprávci, tentokrát ale už jako podřízení hejtmanům. V každém kraji pak byli už od roku 1470 z místní šlechty voleni dva hejtmani, jeden z panského stavu, druhý z rytířského. Hejtmani se starali o veřejný pořádek v daném kraji, měli v pravomoci hrdelní soudnictví, dohlíželi na kvalitu mince a také veleli krajské vojenské hotovosti. V první polovině 16. století stoupl vliv hejtmanů natolik, že kraje byly spravovány z jejich sídel, zpravidla šlechtických hradů či zámků, a krajská města ztratila svou funkci. Po Obnoveném zřízení zemském už přestaly být svolávány krajské sněmy a hejtmany jmenoval panovník. Jejich pravomoc byla hlavně trestní, vojenská a policejní, také měli kontrolovat patrimoniální správu. Úředníky do svých kanceláří (zárodek krajských úřadů) si platili ze svých prostředků. Hlavními agendami takového úřadu byly: berní věci, vojenské věci, finanční věci, živnosti, obchod a průmysl, soudní agenda, politická a policejní agenda. Až od roku 1706 ale měli podle nařízení císaře Josefa I. vykonávat státní správu v jednotlivých krajích školení úředníci (byrokraté), kteří museli při rozhodování přihlížet ke stavovským návrhům.
Za Jiřího z Poděbrad také vznikly další dva kraje:
- Podbrdský kraj (pojmenován podle Brd, správní centrum Beroun)[5]
- Vltavský kraj (pojmenován podle Vltavy, tehdy nejmenší český kraj; správní centrum neměl, některé jeho funkce postupně přijalo poddanské město Sedlčany)[5][7]

Podbrdský kraj byl vyčleněn z kraje Rakovnického a Vltavský z kraje Bechyňského. Někde se však uvádí, že oba byly vyčleněny z kraje Prácheňského.[zdroj?] Tento stav (14 krajů) přetrval bez podstatných změn po dalších asi 250 let, než roku 1714 došlo opět k redukci na 12 krajů:
- Slánský a Rakovnický kraj byly sloučeny do nového Rakovnického kraje se sídlem ve Slaném;
- Podbrdský a Vltavský kraj byly sloučeny do Berounského kraje.[5]

Vedle toho došlo k dalším dílčím změnám: mělnické panství (dosud Litoměřický kraj) a část brandýského panství (Kouřimský kraj) byly připojeny ke kraji Boleslavskému, a k Žateckému kraji bylo připojeno Loketsko a Chebsko, již dříve spojené s Ašskem.

## První kraje na Moravě

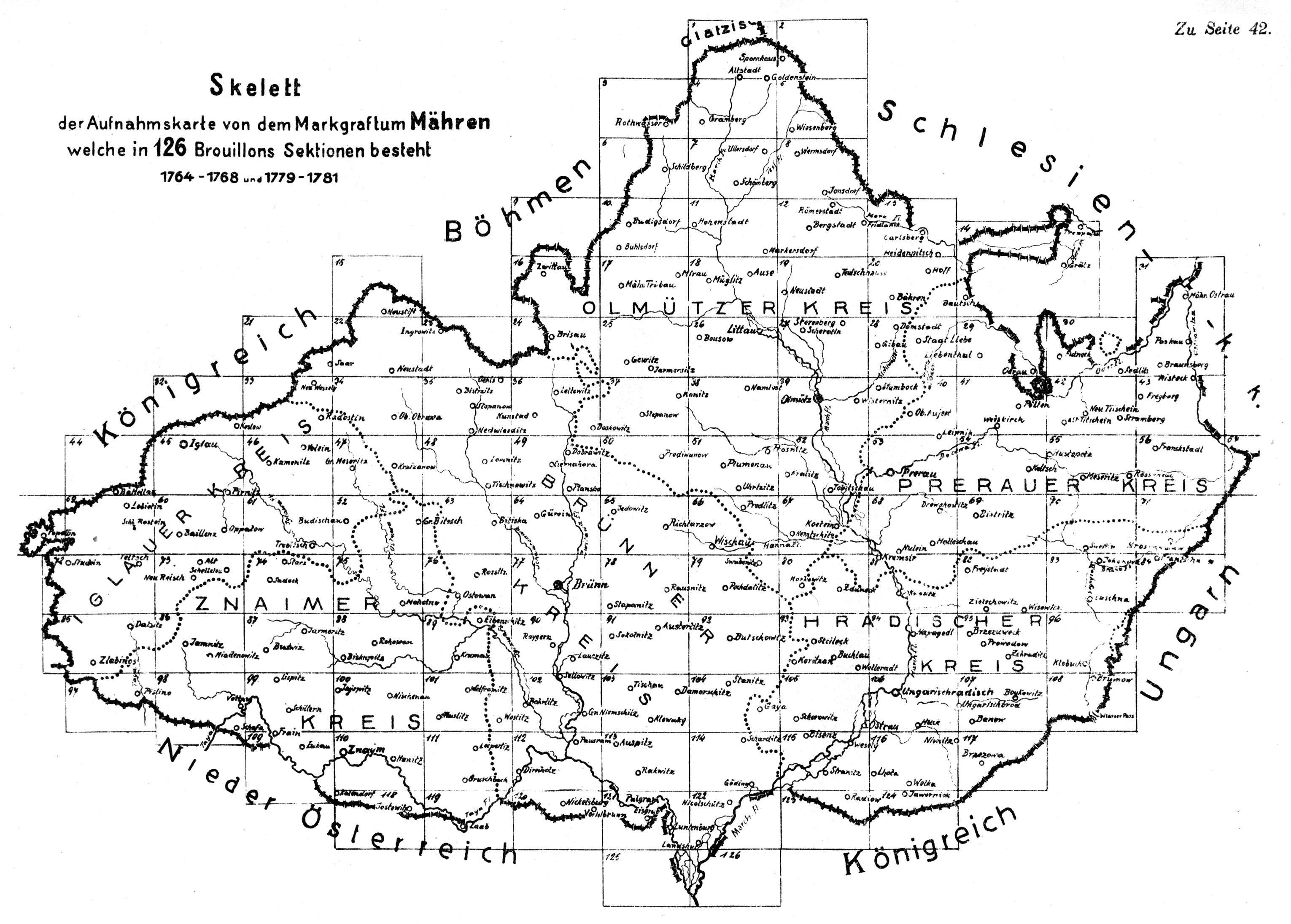
Krajské dělení Moravy v době Josefa II.

Na Moravě byl vývoj odlišný. Předchůdcem územněsprávního členění Moravy byla přemyslovská údělná knížectví v 11. a 12. století (brněnské, znojemské a olomoucké), na konci 12. století teprve sjednocená do Moravského markrabství. Nicméně také zde byli pro každý kraj voleni dva hejtmani, jeden pán a druhý rytíř. Jejich pravomoc byla jednak vojenská, jednak vybírali berně. Po Obnoveném zřízení zemském už byl vždy jmenován jen jeden hejtman.
O krajích na Moravě se hovoří teprve od 16. století, nejdříve byly zřízeny roku 1529, ustálily se v roce 1569, ale pravidelná krajská organizace se rozvinula až po Bílé hoře (vznik takových krajů je datován až rokem 1637). Země se dělila na 5 krajů:
- Brněnský kraj (Brno)
- Olomoucký kraj (Olomouc)
- Hradišťský kraj (Uherské Hradiště)
- Jihlavský kraj (Jihlava)
- Znojemský kraj (Znojmo)

Roku 1735 byl z Olomouckého kraje vyčleněn Přerovský kraj, od roku 1783 se sídlem v Hranicích (také některá sídla ostatních krajů se, byť nakrátko v letech 1783–1794 změnila, krajský úřad Olomouckého kraje byl v Uničově a Jihlavského kraje ve Velkém Meziříčí).

## Prvotní členění Rakouského Slezska

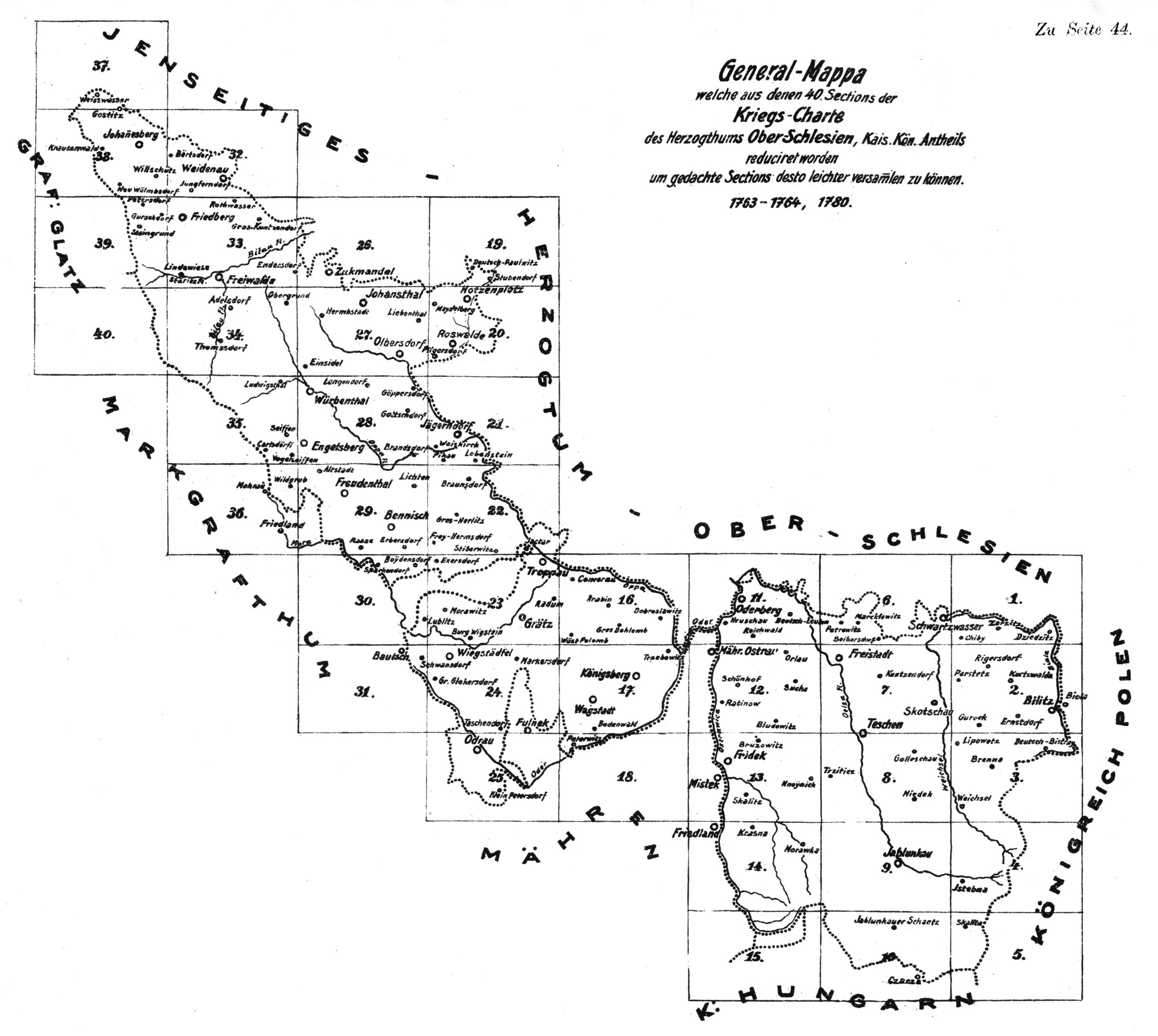
Rakouské Slezsko v době Josefa II.

Historické Slezsko se tradičně dělilo na řadu knížectví, z nichž na dnešní české území zasahovala zejména knížectví Niské, Krnovské, Opavské a Těšínské. Tento stav zůstal v podstatě zachován i po roce 1742, kdy většinu Slezska získalo Prusko a českým zemím (tehdy v rámci Rakouska) zůstal pouze jeho jihovýchodní okraj (Rakouské Slezsko).
Zbytkové Slezsko bylo rozděleno na čtyři knížectví:
- Krnovské (středisko Krnov)
- Niské (Vidnava)
- Opavské (Opava)
- Těšínské (Těšín)

Krajské zřízení bylo ve Slezsku zavedeno teprve roku 1783:
- Opavský kraj (sloučením Krnovského, Niského a Opavského knížectví; sídlo v Opavě, ale v letech 1783–1793 v Krnově[10])
- Těšínský kraj (zahrnoval také východní okraj dosavadního Opavska)

## Reorganizace krajů v Čechách roku 1751
Reskriptem Marie Terezie z 23. ledna 1751 byly čtyři plošně největší české kraje rozděleny, konkrétně:
- Bechyňský kraj na podíl táborský a budějovický,
- Plzeňský kraj na podíl plzeňský a klatovský,
- Žatecký kraj na podíl žatecký a loketský a
- Hradecký kraj na podíl hradecký a bydžovský.

Počet krajů v Čechách se tak zvýšil z 12 na 16. Krajské úřady byly zestátněny, bylo zrušeno staré pravidlo o dvou hejtmanech v kraji a stanoveno, že hejtman musí být úředníkem s odbornou kvalifikací a musí sídlit a úřadovat v krajském městě. Krajské úřady byly nadřízeny vrchnosti a bylo jim svěřeno vybírání berní. Byly tak položeny základy krajských úřadů v dnešním slova smyslu.

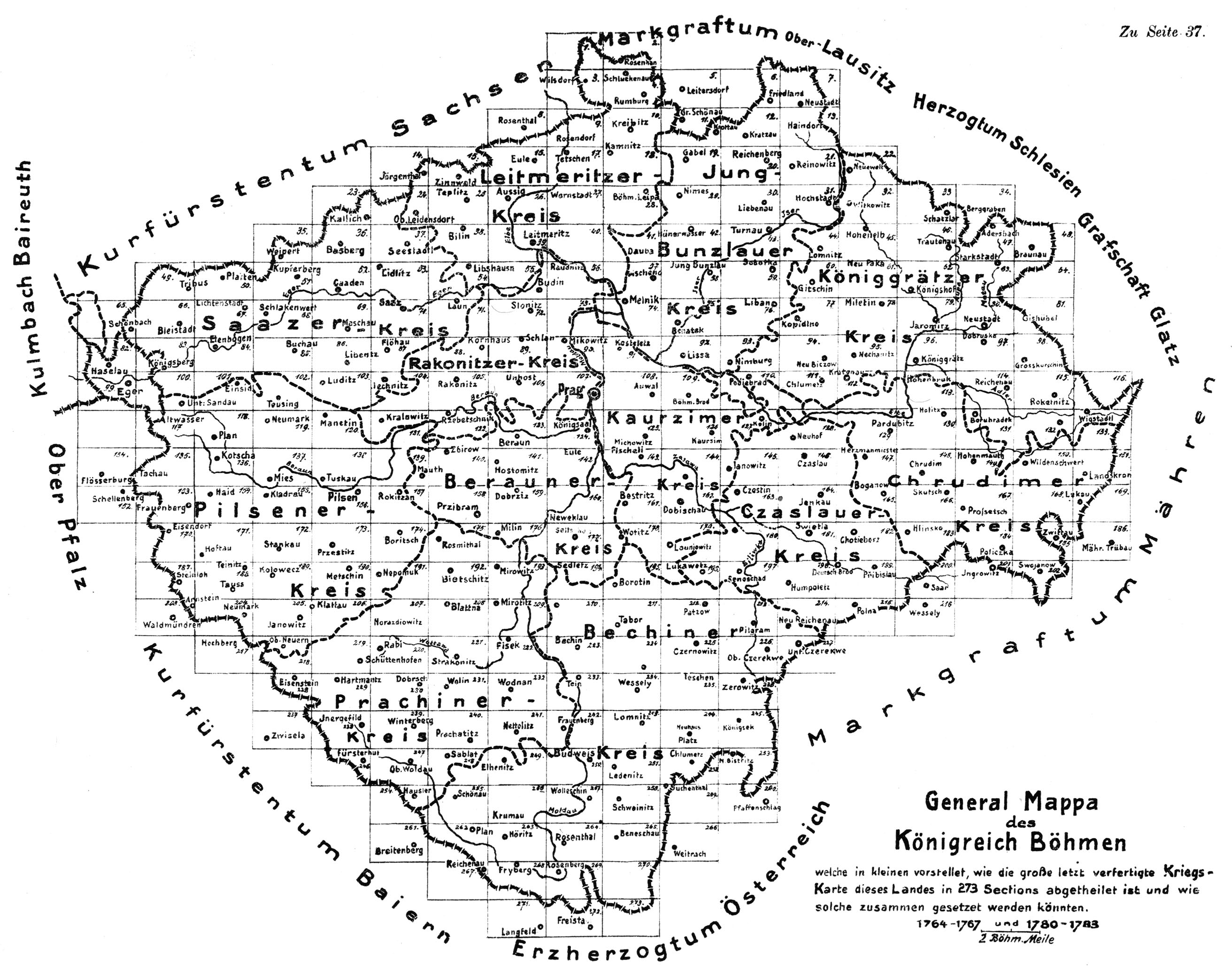
Krajské dělení Čech v době Josefa II.

Od roku 1751 tedy existovaly v Čechách tyto kraje: 
- Berounský kraj (Praha, 1788–1792 sídlem Beroun[10])
- Boleslavský kraj (Mladá Boleslav)
- Budějovický kraj (České Budějovice)
- Bydžovský kraj (Nový Bydžov, už od roku 1784 ale krajský úřad sídlil v Jičíně[10])
- Čáslavský kraj (Čáslav)
- Hradecký kraj (Hradec Králové)
- Chrudimský kraj (Chrudim)
- Klatovský kraj (Klatovy)
- Kouřimský kraj (Praha)
- Litoměřický kraj (Litoměřice)
- Loketský kraj (Loket) (se stále mimořádným postavením Chebska a Ašska[10])
- Plzeňský kraj (Plzeň)
- Prácheňský kraj (Písek)
- Rakovnický kraj (Praha, od roku 1788 Slaný[10])
- Táborský kraj (Tábor)
- Žatecký kraj (Žatec)

Do žádného z těchto krajů nepatřila Praha, spravovaná samostatně. Za Josefa II. bylo dočasně nařízeno, aby sídlo kraje bylo pokud možno v geografickém středu každého kraje. To vedlo k tomu, že např. Hradecký kraj měl v letech 1779–1792 sídlo v Hořiněvsi.

## Země Moravskoslezská (1782–1850)
Protože o většinu území Slezska přišla Marie Terezie při válkách s Pruskem v letech 1741–1746 (dnes náleží toto území vesměs Polsku), její syn, císař Josef II. v roce 1782 sloučil státní správu Moravy se Slezskem. Samospráva Rakouského Slezska (Opavska a Těšínska) ale byla v roce 1849 obnovena. Slezsko a Morava tedy byly v letech 1850–1918 zcela svébytnými korunními zeměmi.

## Správní reformy po roce 1848
V revolučním roce 1848 došlo k závažným změnám ve struktuře i činnosti rakouské správy. Předně byla zrušena patrimoniální (vrchnostenská) správa (panství) a nahrazena byla správou státní (zeměpanskou). Dále byla zavedena samospráva, čímž se veškerá správa zdvojkolejnila. Nové správní uspořádání bylo upraveno několika dokumenty: dubnovou ústavou, císařským nařízením č. 268/1849 o nové organizaci soudní, č. 255/1849 o nové organizaci správy a prozatímním zákonem obecním č. 170 ze 17. března 1849. Posledně jmenovaným byla svobodná obec prohlášena za základ svobodného státu. Zcela nově byly zřízeny okresy v čele s okresními hejtmany.

### Krajské zřízení z roku 1850
Reforma prakticky vůbec nezohledňovala dosavadní tradiční členění a ani mnohá dosavadní krajská střediska. Nové kraje byly od 1. ledna 1850 navrženy tak, že:
- v Čechách bylo vytvořeno 7 krajů se 79 okresními hejtmanstvími (Praha nebyla součástí žádného kraje). Šlo o kraje Budějovický, Českolipský, Chebský, Jičínský, Pardubický, Plzeňský, Pražský;
- na Moravě vznikly kraje 2 (Brněnský a Olomoucký) s 25 okresními hejtmanstvími;
- Rakouské Slezsko tvořilo jediný kraj se 7 okresními hejtmanstvími.

Celé české země se tak měly dělit pouze na 10 krajů (namísto dosavadních 24):
- Budějovický kraj (střediska České Budějovice, Tábor)
- Českolipský kraj (Česká Lípa, Liberec)
- Chebský kraj (Cheb, Most)
- Jičínský kraj (Jičín, Hradec Králové)
- Pardubický kraj (Kutná Hora, Vysoké Mýto)
- Plzeňský kraj (Plzeň, Písek)
- Pražský kraj (Praha)
- Brněnský kraj (Brno)
- Olomoucký kraj (Olomouc)
- Rakouské Slezsko (Opava)

Kraj měla spravovat krajská vláda v čele s krajským prezidentem. V této podobě však členění nakonec nebylo realizováno, reforma padla pod stůl s nástupem Bachova absolutismu.

### Krajské zřízení 1855–1862

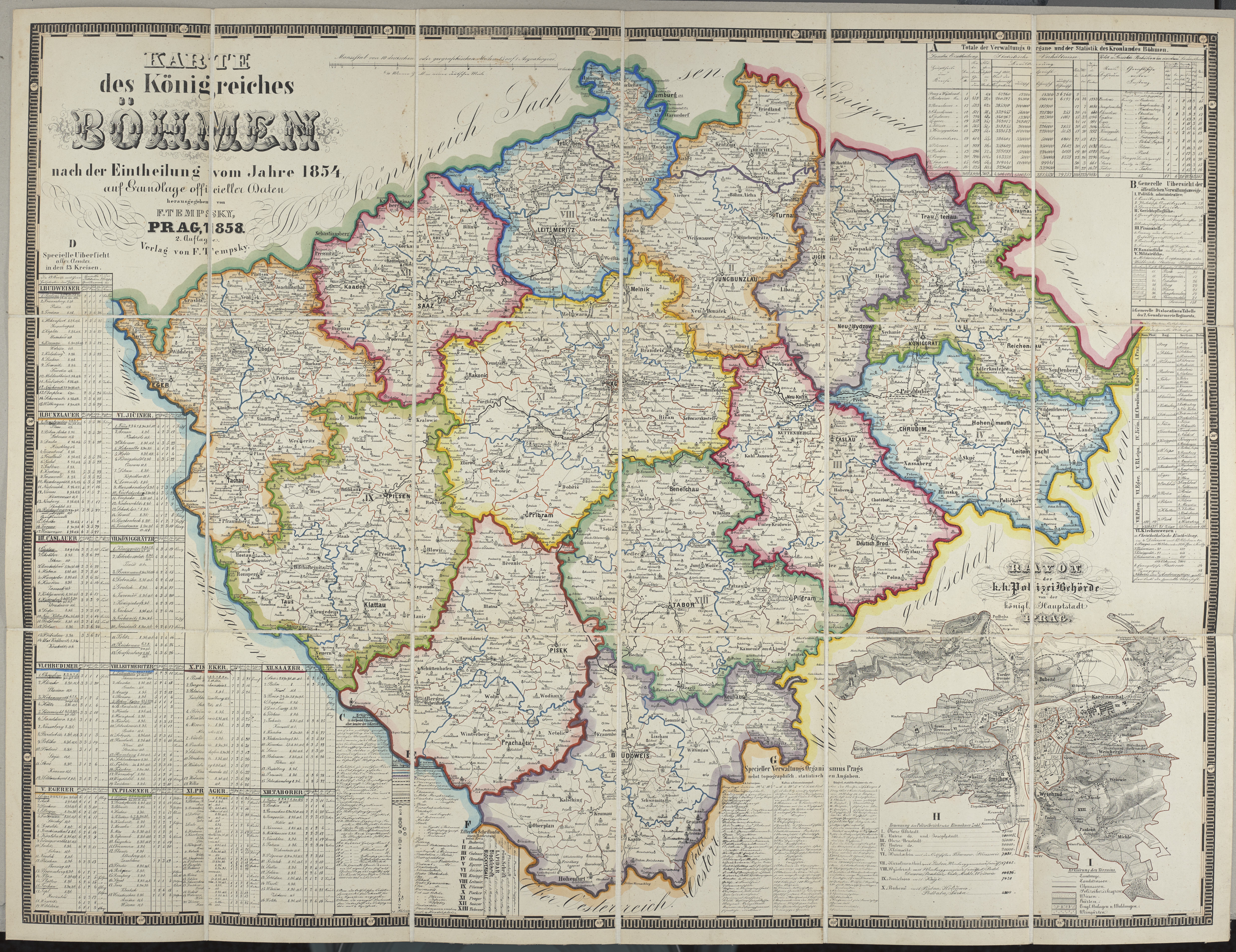
Mapa Českého království (1858) s vyznačením krajů z roku 1855

Do praxe byla nakonec 12. května 1855 uvedena méně radikální reforma, která počet krajů stanovila na celkových 20, čímž se opět přiblížila historickému členění. Nejpodstatnějším rozdílem bylo zavedení Pražského kraje v dříve rozdrobených středních Čechách. Okresy byly tzv. smíšené (tzn. spojovaly správu a soudnictví) a kraje, řízené krajskými úřady v čele s krajskými představenými, byly podrobeny pravomoci zemských místodržitelů.
Čechy (13 krajů, 207 okresů, 2 samostatné městské úřady):
- Čáslavský (rozšířen o oblast Kolína a Poděbrad)
- Českobudějovický
- Hradecký
- Chebský (zhruba Loketský kraj s Tachovskem)
- Chrudimský
- Jičínský (zhruba roven kraji Bydžovskému)
- Litoměřický
- Mladoboleslavský
- Písecký (zhruba roven kraji Prácheňskému)
- Plzeňský
- Pražský (zhruba území Podbrdska, Rakovnicka-Slánska a většiny Kouřimska)
- Táborský (včetně někdejšího Vltavska)
- Žatecký

Morava (6 krajů, 76 okresů, 2 města):
- Brněnský
- Jihlavský
- Novojičínský (většina území kraje Přerovského)
- Olomoucký (včetně Přerova)
- Uherskohradišťský
- Znojemský

Slezsko (1 kraj, 22 okresů, 1 město)
Dne 23. října 1862 bylo ovšem krajské zřízení zrušeno (na Moravě a ve Slezsku již 5. června 1860). České země se od té doby členily již jen na okresy. Krajské úřady, které si ještě podržely některé pravomoci, byly definitivně zrušeny roku 1868.

## První Československá republika

### Separatistické pohraniční kraje
Po deklaraci nezávislosti Československa 28. října 1918 vyhlásili 29. a 30. října němečtí poslanci v pohraničí odbojné autonomní celky požadující nezávislost na Československu a připojení k Německému Rakousku. Jednalo se o tyto celky: 
- Německé Čechy (Deutschböhmen) – severozápad a sever Čech, s centrem v Liberci
- Sudetsko (Sudetenland) – severovýchod Čech včetně Orlických hor, sever Moravy a západ Českého Slezska, s centrem v Opavě
- Šumavská župa (Böhmerwaldgau) – jihozápad, jih a jihovýchod Čech, s centrem ve Vimperku. Představitelé tohoto celku deklarovali spojitost s Horními Rakousy.
- Německá jižní Morava (Deutschsüdmähren) – jih Moravy s centrem ve Znojmě. Představitelé tohoto celku deklarovali spojitost s Dolními Rakousy.

Československo obnovilo svou územní integritu bleskovou vojenskou akcí a během listopadu a prosince 1918 byly tyto celky prakticky bez odporu obsazeny a přestaly existovat.

### Návrh župního a ponechání zemského zřízení
Podle ústavy nově vzniklé Československé republiky již země (v Česku země Česká, země Moravská, země Slezská) neměly žádnou autonomii, ani zemský sněm či jiný zákonodárný orgán. Tatáž ústava také navrhla nové administrativní členění státu na menší župy, které by zcela nahradily stávající členění na země. Členění na župy pak určil zákon č. 126/1920 Sb., o zřízení župních a okresních úřadů v republice Československé, ze dne 29. února 1920. Župy rušily hranici slezsko-moravskou, ale dodržovaly hranici moravsko-českou i (bývalou) moravsko-uherskou (nyní slovenskou). Toto členění však v českých zemích pro odpor z mnoha stran nakonec vůbec nevstoupilo v platnost, a tak všechny 3 české historické země nadále existovaly, přestože bez reálné autonomie.

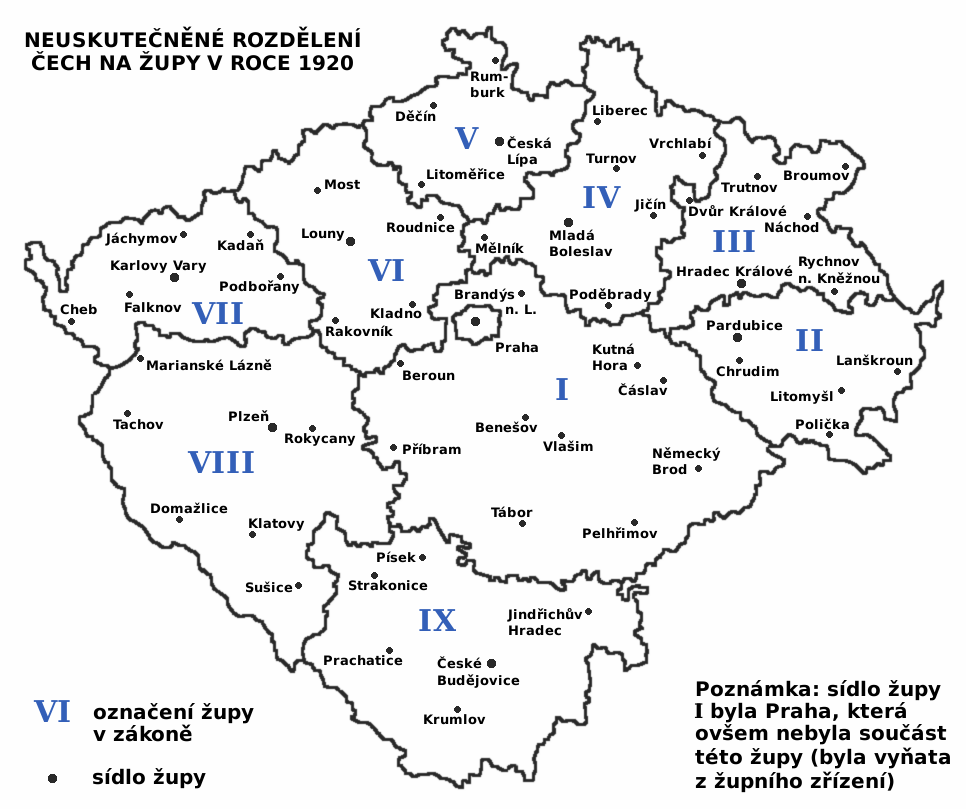
Návrh žup pro Čechy

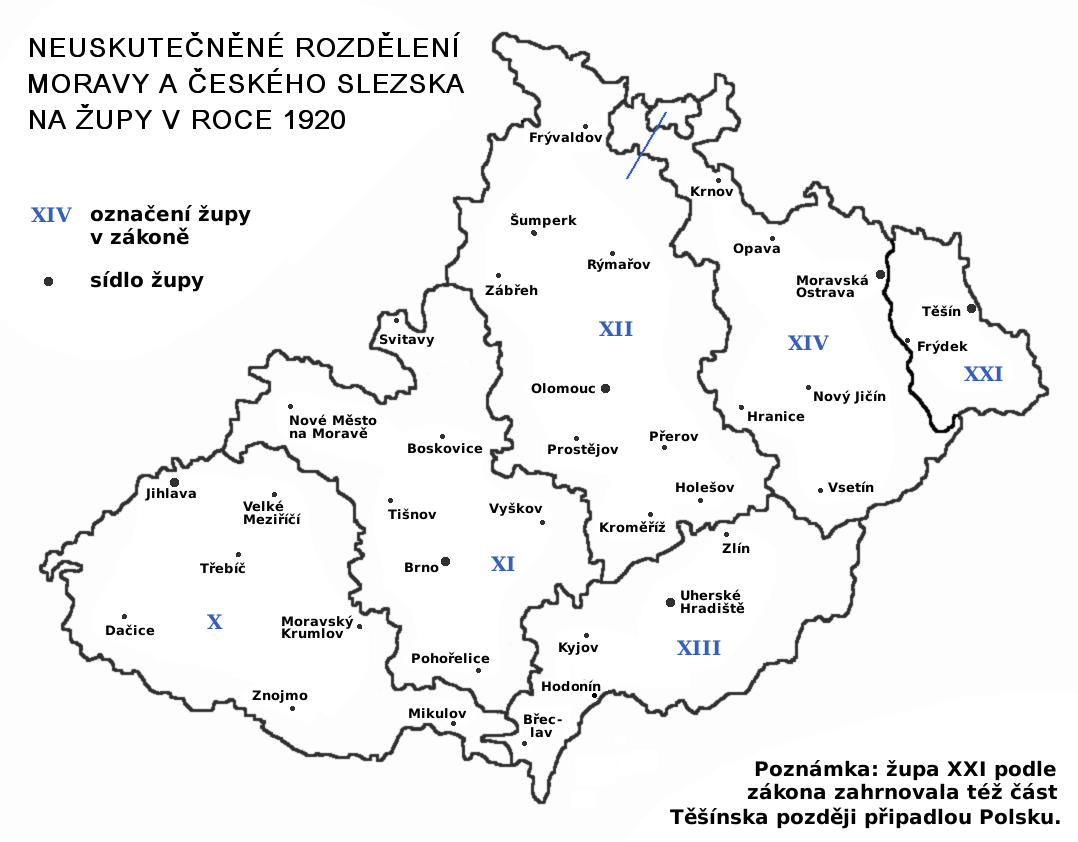
Návrh žup pro Moravu a Slezsko

V českých zemích bylo navrženo těchto 15 žup (v závorce jejich označení v zákoně): 
- Pražská (I)
- Pardubická (II)
- Královéhradecká (III)
- Mladoboleslavská (IV)
- Českolipská (V)
- Lounská (VI)
- Karlovarská (VII)
- Plzeňská (VIII)
- Českobudějovická (IX)
- Jihlavská (X)
- Brněnská (XI)
- Olomoucká (XII)
- Uherskohradišťská (XIII)
- Moravskoostravská (XIV)
- Těšínská (XXI – po odstoupení více než 4/10 území Těšínska Polsku byla v roce 1920 zrušena a připojena k župě Moravskoostravské)

Některé župy se celkem podobaly historickým krajům, jiné nikoliv. Zejména v Čechách byly mezi župami značné rozdíly ve velikosti, což však do jisté míry odráželo odlišnou hustotu zalidnění (vyšší na severu, nižší na jihu Čech).
Toto členění ovšem nikdy nebylo uvedeno do praxe, s výjimkou využití ve volbách jako volební kraje. Historické země Československa si tak de facto zachovaly územněsprávní členění z časů Předlitavska (jen na okresy, bez krajského mezistupně), pouze s dílčími úpravami v místech odchýlení od historických hranic (Vitorazsko, Valticko, Hlučínsko). Tento stav byl oficiálně potvrzen roku 1928 formálním návratem k zemskému zřízení, kdy byl zákonem č. 125/1927 Sb., o organisaci politické správy, ze dne 14. června 1927 změněn zákon o zřízení župních a okresních úřadů z roku 1920 tak, že byly především zavedeny čtyři zemské správní obvody se zemskými úřady:
- země Česká (Praha)
- země Moravskoslezská (Brno)
- země Slovenská (Bratislava)
- země Podkarpatoruská (Užhorod)

Jedinou výraznější administrativní změnou proběhlou v českých zemích za první republiky tak bylo v roce 1928 sloučení země Moravské a Slezské do jediné země Moravskoslezské.

## Druhá republika
Po Mnichovské dohodě bylo od Česka odděleno pohraniční území s převahou německého osídlení. Sudety byly připojeny k Německé říši. Hlučínsko bylo připojeno k tzv. Staré (Německé) říši, k župě Slezsko (konkrétně k vládnímu obvodu Opolí) a poté po porážce Polska k župě Horní Slezsko. Východní část československé části Těšínska (tzv. Zaolzie) byla anektována Polskem a včleněna do Slezského vojvodství (pol. Województwo Śląskie). Po porážce Polska byla polská část Těšínska (včetně anektované české části) připojena k německé župě Horní Slezsko (konkrétně k vládnímu obvodu Katovice).
30. října 1938 byly sudetoněmecké oblasti po jednom měsíci jednotné správy rozděleny na několik částí. Celá severní část Sudet od Chodska až po předměstí Ostravy se stalo novou říšskou župou, župou Sudety (něm. Reichsgau Sudetenland), zkráceně Sudetskou župou (něm. Sudetengau). Sídlem župy byl Liberec (něm. Reichenberg) a říšská župa Sudety se členila na tři vládní obvody: Cheb (Eger), Ústí nad Labem (Aussig), Opava (Troppau). Území od Chodska po Prachatice připadlo Bavorské Východní marce. Úsek Chvalšiny – Nové Hrady získala župa Horní Dunaj (Oberdonau, někdejší Horní Rakousko). Pásmo od Nové Bystřice po Břeclav bylo připojeno k župě Dolní Dunaj (Niederdonau, někdejší Dolní Rakousko).
Po mnichovských událostech přijal Parlament Československé republiky ústavní zákon č. 299/1938 Sb., o autonomii Slovenskej krajiny, a ústavní zákon č. 328/1938 Sb., o autonomii Podkarpatské Rusi. Republika se tím změnila v asymetrickou federaci. Byla zřízena slovenská a podkarpatská vláda, přičemž ústřední československá vláda začala de facto plnit funkce i vlády české. Řešením správy v okresech, které byly roztrženy a jejichž centra zůstala na postoupených územích, bylo jejich připojení k sousedním okresům.

## Protektorát Čechy a Morava

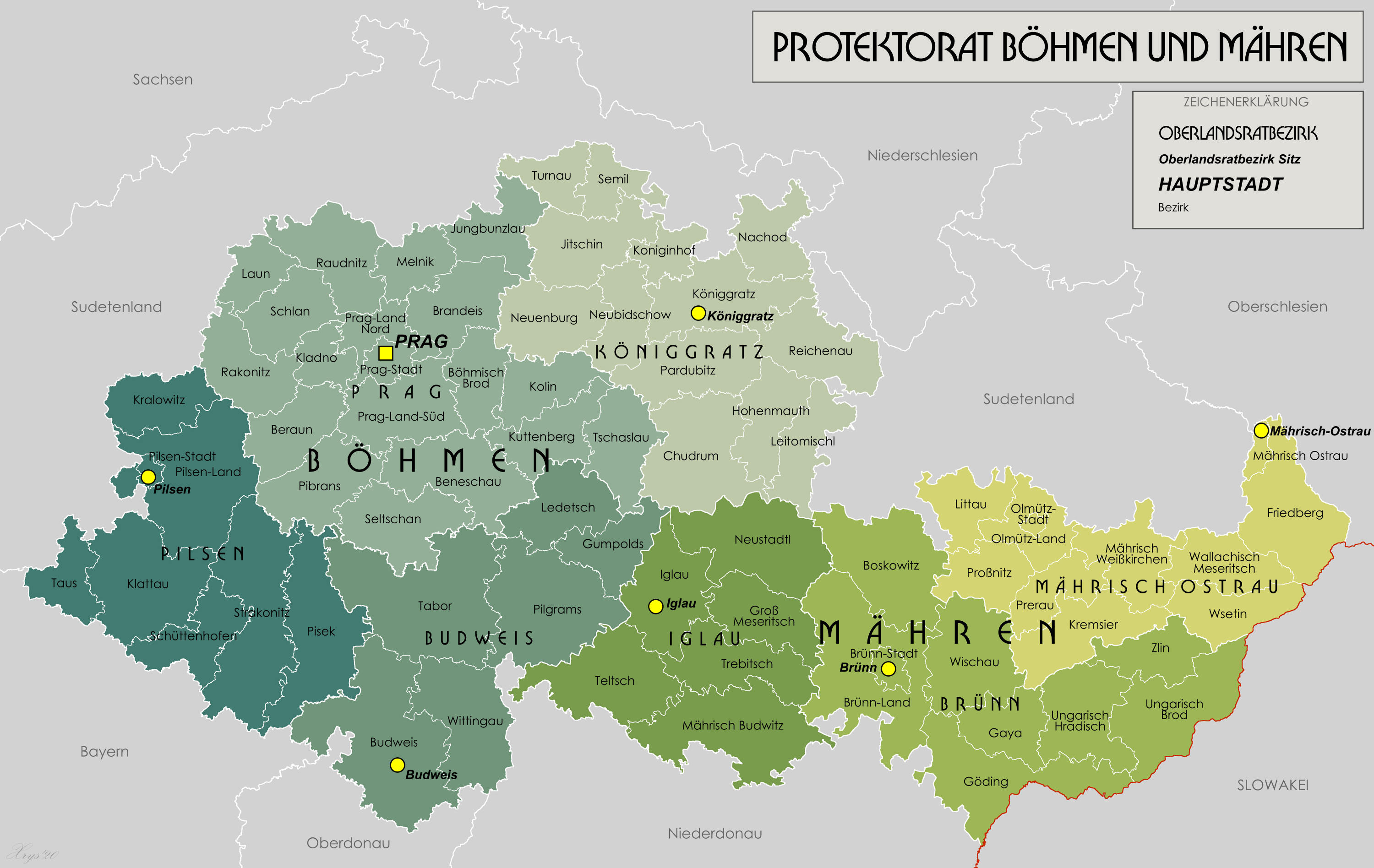
Správní členění Protektorátu Čechy a Morava

Po vstupu německé armády do „zbytkového Česka“ (něm. Rest-Tschechei) byl vytvořen Protektorát Čechy a Morava, jenž členil na dvě země, jimiž byly Čechy a Morava. Země se dále členily na oberlandráty. V roce 1939 se Protektorát členil na 19 „obvodů vrchního zemského rady“ (něm. Oberlandratsbezirke); 12 v Čechách a 7 na Moravě). Roku 1940 byl počet těchto obvodů v Protektorátě snížen na 15 (z toho 10 v Čechách a 5 na Moravě) a v červnu 1942 byl znovu snížen na 7 (z toho 4 v Čechách a 3 na Moravě). Zrušené oberlandráty částečně nahradila okresní hejtmanství s rozšířenou působností.

### Slovácký separatismus
Inspirováni vznikem samostatného Slovenského státu roku 1939 vyjádřili někteří političtí činitelé ze Slovácka (oblast na jihovýchodě Moravy, zvaná též „Moravské Slovensko“) touhu připojit se k němu. „Moravští Slováci z kraje hodonínského, strážnického, kyjovského, hradišťského i uherskobrodského se počítají ke slovenskému národu a vítají vytvoření samostatné suverénní Slovenské republiky, jejíž suverenitu uznávají i nad krajem moravských Slováků,“ znělo v prohlášení Moravsko-slovenské společnosti. V roce 1940 napsal slovenský premiér Vojtech Tuka memorandum Adolfu Hitlerovi, že „na hranicích protektorátu žije půl milionu moravských Slováků bez menšinových práv a většina z nich žádá připojení ke Slovensku“. Ke Slovensku se podle memoranda měla připojit oblast s městy Hodonín, Kyjov, Strážnice, Veselí nad Moravou, Uherský Brod, Uherské Hradiště, Otrokovice, Zlín, Hranice, Valašské Meziříčí, Vsetín a Bylnice. Podle druhé mapy připojené k žádosti by hranice vedla po trase Valtice–Poštorná–Charvátská Nová Ves–Podivín–Šakvice, následně shodně s první mapou až k městu Kroměříž a odtud Holešov–Bystřice pod Hostýnem–Teplice nad Bečvou–Spálov–Odry.
Němci však žádné z těchto návrhů nepřijali a moravsko-slovenská hranice zůstala zachována beze změny.

### Členění v letech 1939–1940
Protektorát Čechy a Morava (německy Reichsprotektorat Böhmen und Mähren) se dělil na tyto země a obvody:
- Böhmen / Čechy
  - Oberlandratsbezirk Budweis / obvod vrchního zemského rady České Budějovice
  - Oberlandratsbezirk Deutsch-Brod / obvod vrchního zemského rady Německý Brod (Havlíčkův Brod)
  - Oberlandratsbezirk Jitschin / obvod vrchního zemského rady Jičín
  - Oberlandratsbezirk Kladno / obvod vrchního zemského rady Kladno
  - Oberlandratsbezirk Klattau / obvod vrchního zemského rady Klatovy
  - Oberlandratsbezirk Kolin / obvod vrchního zemského rady Kolín
  - Oberlandratsbezirk Königgrätz / obvod vrchního zemského rady Hradec Králové
  - Oberlandratsbezirk Melnik / obvod vrchního zemského rady Mělník
  - Oberlandratsbezirk Pardubitz / obvod vrchního zemského rady Pardubice
  - Oberlandratsbezirk Pilsen / obvod vrchního zemského rady Plzeň
  - Oberlandratsbezirk Prag / obvod vrchního zemského rady Praha
  - Oberlandratsbezirk Tábor / obvod vrchního zemského rady Tábor
- Mähren / Morava
  - Oberlandratsbezirk Brünn / obvod vrchního zemského rady Brno
  - Oberlandratsbezirk Iglau / obvod vrchního zemského rady Jihlava
  - Oberlandratsbezirk Kremsier / obvod vrchního zemského rady Kroměříž
  - Oberlandratsbezirk Mährisch Ostrau / obvod vrchního zemského rady Moravská Ostrava
  - Oberlandratsbezirk Olmütz / obvod vrchního zemského rady Olomouc
  - Oberlandratsbezirk Prossnitz / obvod vrchního zemského rady Prostějov
  - Oberlandratsbezirk Zlin / obvod vrchního zemského rady Zlín

### Členění v letech 1940–1942
- Böhmen / Čechy
  - Oberlandratsbezirk Budweis / obvod vrchního zemského rady České Budějovice
  - Oberlandratsbezirk Jitschin / obvod vrchního zemského rady Jičín
  - Oberlandratsbezirk Kladno / obvod vrchního zemského rady Kladno
  - Oberlandratsbezirk Klattau / obvod vrchního zemského rady Klatovy
  - Oberlandratsbezirk Kolin / obvod vrchního zemského rady Kolín
  - Oberlandratsbezirk Königgrätz / obvod vrchního zemského rady Hradec Králové
  - Oberlandratsbezirk Pardubitz / obvod vrchního zemského rady Pardubice
  - Oberlandratsbezirk Pilsen / obvod vrchního zemského rady Plzeň
  - Oberlandratsbezirk Prag / obvod vrchního zemského rady Praha
  - Oberlandratsbezirk Tábor / obvod vrchního zemského rady Tábor
- Mähren / Morava
  - Oberlandratsbezirk Brünn / obvod vrchního zemského rady Brno
  - Oberlandratsbezirk Iglau / obvod vrchního zemského rady Jihlava
  - Oberlandratsbezirk Mährisch Ostrau / obvod vrchního zemského rady Moravská Ostrava
  - Oberlandratsbezirk Olmütz / obvod vrchního zemského rady Olomouc
  - Oberlandratsbezirk Zlin / obvod vrchního zemského rady Zlín

### Členění v letech 1942–1945
- Böhmen / Čechy
  - Oberlandratsbezirk Budweis / obvod vrchního zemského rady České Budějovice
  - Oberlandratsbezirk Königgrätz / obvod vrchního zemského rady Hradec Králové
  - Oberlandratsbezirk Pilsen / obvod vrchního zemského rady Plzeň
  - Oberlandratsbezirk Prag / obvod vrchního zemského rady Praha
- Mähren / Morava
  - Oberlandratsbezirk Brünn / obvod vrchního zemského rady Brno
  - Oberlandratsbezirk Iglau / obvod vrchního zemského rady Jihlava
  - Oberlandratsbezirk Mährisch Ostrau / obvod vrchního zemského rady Moravská Ostrava

## Části českých zemí mimo Protektorát

### Reichsgau Sudetenland / Říšská župa Sudety
- Päckchenleitgebiet Westsudetenland / poštovní oblast Západní Sudety[21]
  - Regierungsbezirk Aussig / vládní obvod Ústí nad Labem – sever Čech
  - Regierungsbezirk Eger / vládní obvod Cheb – západ Čech
- Päckchenleitgebiet Ostsudetenland / poštovní oblast Východní Sudety
  - Regierungsbezirk Troppau / vládní obvod Opava – Orlické hory, sever Moravy vč. Hřebečska, Jeseníky, Opavsko

### Území v jiných správních jednotkách
- Reichsgau Bayerische Ostmark / říšská župa Bavorská Východní marka (od roku 1942 Reichsgau Bayreuth / říšská župa Bayreuth)
  - Regierungsbezirk Niederbayern und Oberpfalz (Regierungsbezirk Regensburg) / vládní obvod Dolní Bavorsko a Horní Falc (vládní obvod Řezno) 
    - Unterdonaukreises in Niederbayern / Dolní Bavorsko – střední Šumava
    - Regenkreises in Oberpfalz / Horní Falc – oblast Všerubského průsmyku
- Reichsgau Oberdonau / říšská župa Horní Podunají – Českokrumlovsko, Novohradsko
- Reichsgau Niederdonau / říšská župa Dolní Podunají – Novobystřicko a okolí Jindřichova Hradce, jihozápadní moravské pohraničí podél Dyje
- Reichsgau Oberschlesien / říšská župa Horní Slezsko (do roku 1941 Reichsgau Schlesien / říšská župa Slezsko)
  - Regierungsbezirk Oppeln / vládní obvod Opolí – Hlučínsko
  - Regierungsbezirk Kattowitz / vládní obvod Katovice (od září 1939) – východní Zaolší

## Československé kraje po roce 1945

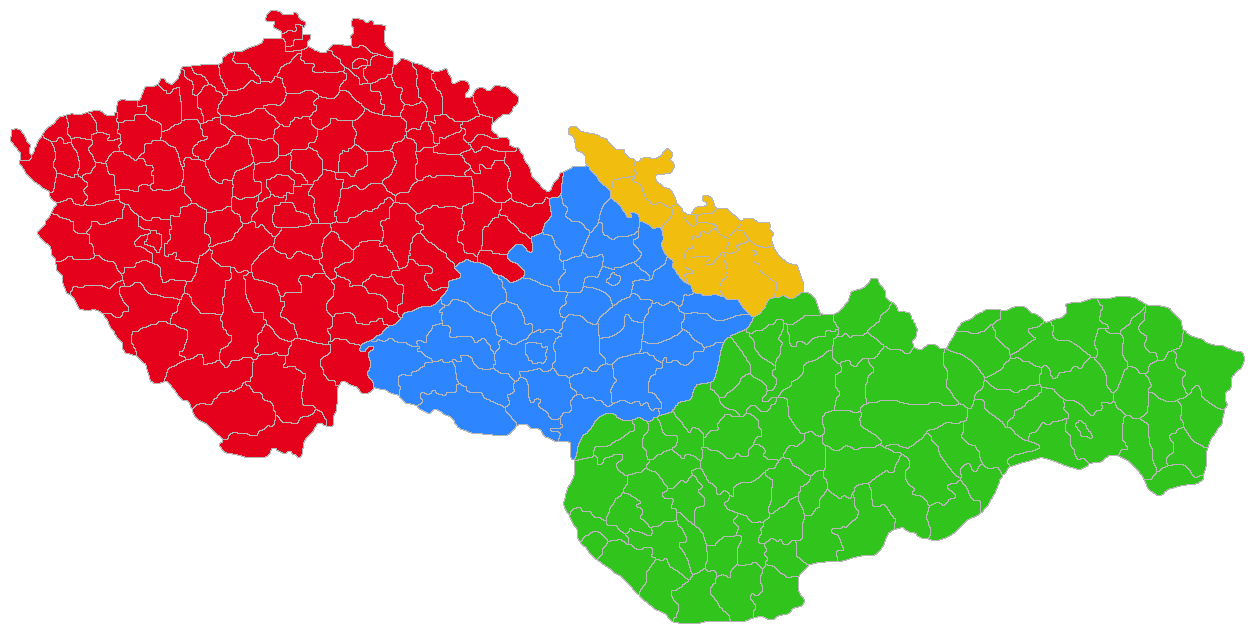
Země a okresy Třetí republiky

Po osvobození v květnu 1945 byly v restaurovaném Československu v podstatě obnoveny správní poměry z doby před Mnichovskou dohodou. České Slezsko se stalo součástí slezské expozitury země Moravskoslezské, k níž byla připojena také Moravská Ostrava a moravské okresy Nový Jičín a Místek.

### Správní reforma roku 1948
Ústava Československé republiky z roku 1948 (č. 150/1948 Sb.) zavedla namísto zemského zřízení krajské, což bylo realizováno k 24. prosinci 1948 zákonem o krajském zřízení (č. 280/1948 Sb.) V době příprav připojil generální tajemník KSČ Rudolf Slánský k návrhům tyto věty: „Rozbijeme ty mamutí úřady, jakými byly zemské národní výbory, které nešly kontrolovat. Úřady v krajích a okresech budou nyní více pod kontrolou lidových zástupců.“ Kraje byly nově vytvořeny 24. prosince 1948 zákonem č. 280/1948 Sb., jímž byly dosavadní Česká a Moravskoslezská země zrušeny jako správní celky k 31. prosinci 1948 (o Slovenské se zákon nezmiňuje) a jejich území rozděleno mezi nově koncipované kraje. Na území dnešní České republiky tak vzniklo 13 krajů (+ hlavní město Praha s postavením kraje).
Průlomem tohoto členění bylo opuštění historické česko-moravské hranice, které se nové kraje a okresy držely jen místy a spíše bezděčně. Zcela tuto hranici ignoroval zejména kraj Jihlavský.
V kontrastu s tím, nedotknutelnost hranice moravsko-slovenské byla dána zákonem, který zakazoval vládě měnit krajské hranice oddělující kraje v českých zemích od krajů na Slovensku. Vládní nařízení č. 3/1949 Sb. pak ještě s účinností od 1. února na základě zákonného zmocnění upravilo počet a názvy okresů v českých zemích.
Jednalo se o tyto kraje: 
- Pražský (26 okresů)
- Českobudějovický (15)
- Plzeňský (13)
- Karlovarský (9)
- Ústecký (13)
- Liberecký (11)
- Hradecký (14)
- Pardubický (12)
- Jihlavský (13)
- Brněnský (18)
- Olomoucký (12)
- Gottwaldovský (11)
- Ostravský (11)

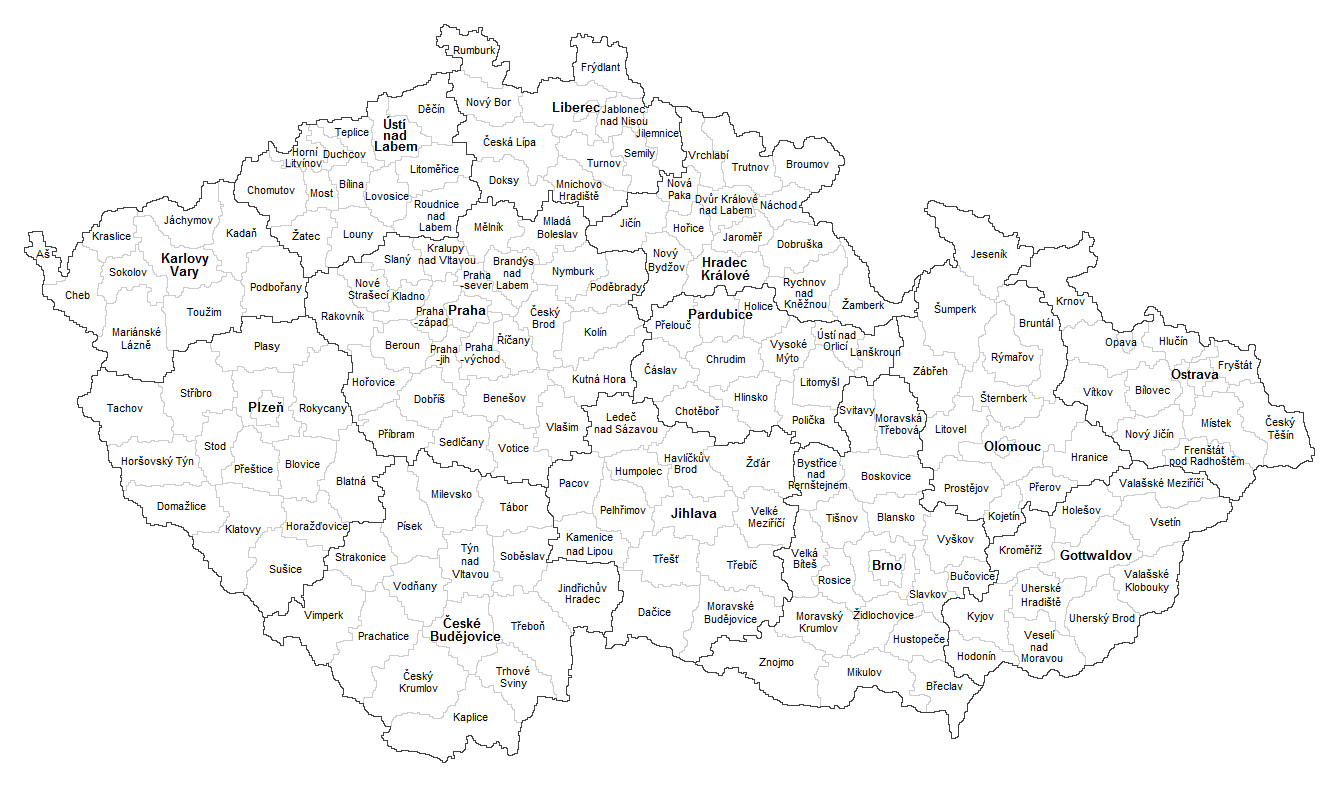
České kraje a okresy k roku 1950

V čele každého kraje stál krajský národní výbor (KNV).
„V hranicích krajů, nových celcích územně administrativní organisace státu, a částečně i prostřednictvím jejich Národních výborů se uskutečňuje řízení hospodářství a socialistická výstavba. Když byly jednotky první kategorie - kraje, uváděny v život, uplatnily se při jejich vzniku ekonomické principy, avšak nikoliv výhradně. Někde byly v rozporu s požadavkem, aby územní jednotky byly přibližně stejně veliké a mimo to v některých případech převažovaly ohledy politické. Tak se v našich krajích a nových okresech podle sovětského vzoru spojila ekonomika a politika.“
„Decentralizace lidové správy měla značný význam politický a ekonomický v zájmu vyrovnávání rozdílů mezi jednotlivými oblastmi, při socializaci zemědělské výroby apod.“
Administrativní jednotky z let 1948 (kraje) a 1949 (okresy) byly dle sociálního geografa Martina Hampla optimální sociálněgeografické regiony jak na úrovni krajů, tak na úrovni okresů.

### Správní reforma roku 1960
„Malé“ kraje z roku 1948 však z různých důvodů brzy přestaly vyhovovat: „Pro plánování národního hospodářství byly shledány kraje z roku 1949 (sic!) malé už brzy po vzniku a mnohé hospodářské obory, jako těžký průmysl, energetika, nákladní doprava, vymykají se úzkým hranicím krajů z roku 1949 (sic!).“ Proto se vedení státu rozhodlo přistoupit k jejich reformě: „Rychlý hospodářský rozvoj, počínající integrační procesy v ekonomice vytvořily předpoklady k reformě krajského zřízení.“
Práce Geografického ústavu Československé akademie věd na konci 50. let 20. století ukázala, že na území Česka lze stanovit pět velkých hospodářských/ekonomických oblastí (západočeská, středočeská, východočeská, severomoravská a jihomoravská oblast), „které vyrostly v letech socialistické výstavby, navazují na předešlý vývoj i na očekávané prosperity. Tyto oblasti jsou vcelku vyrovnané jak velikostí svého území, tak i rozsahem osídlení a hospodářství. Přitom si každá podržuje své vyhraněné ekonomické zaměření i své specifické funkce. Nad průměrem vynikají rozvojem hospodářství i počtem obyvatelstva oblast středočeská (s Prahou) a rozlohou oblast západočeská. Z praktických důvodů řízení a správy byla právě každá z těchto oblastí již v návrhu nových krajů rozdělena na dvě části, takže vedle Západočeského vznikl i kraj Jihočeský, vedle Středočeského i Severočeský […]. Zároveň bylo vyčleněno i území hlavního města Prahy jako samostatná krajská jednotka.“
Socialistické administrativní členění z roku 1960 bylo podle důvodové zprávy k návrhu zákona o územním členění státu, který předložila vláda, nutností, protože ačkoli se krajské zřízení osvědčilo, v průběhu let „se v naší vlasti vytvořily v podstatě ekonomické oblasti, jejichž další rozvoj je třeba cílevědomě zajišťovat, což dosavadní územní organizace neumožňuje.“ A „v důsledku toho ztratilo do značné míry své odůvodnění i dnešní územní uspořádání státu.“ Převážily tedy důvody politicko-ekonomické nad administrativními, záměrem také bylo usnadnit oblastní plánování krajských a okresních národních výborů. Základní tendencí nového územního členění státu tudíž bylo vytvoření větších územních celků, které se budou v zásadě přibližovat zmíněným ekonomickým oblastem. „Kraje jsou vytvořeny převážně z území s obdobným nebo navazujícím hospodářským charakterem, s příbuznou hospodářskou problematikou s podmínkami dalšího jejich rozvoje a s přihlédnutím k přírodním podmínkám a poloze.“
„Malé“ kraje tak fungovaly pouze 11 a půl roku, do roku 1960. Nové velké kraje vznikly 11. dubna 1960 podle zákona o územním členění státu, a jejich orgány krajské národní výbory, měly být vytvořeny nejpozději do 1. července 1960.
Zpočátku měly tyto kraje podobně jako okresy své správní i volené orgány. Podle krajů bylo organizováno mnoho dalších činností, například krajské dopravní podniky ČSAD nebo třídění pošty podle poštovních směrovacích čísel.

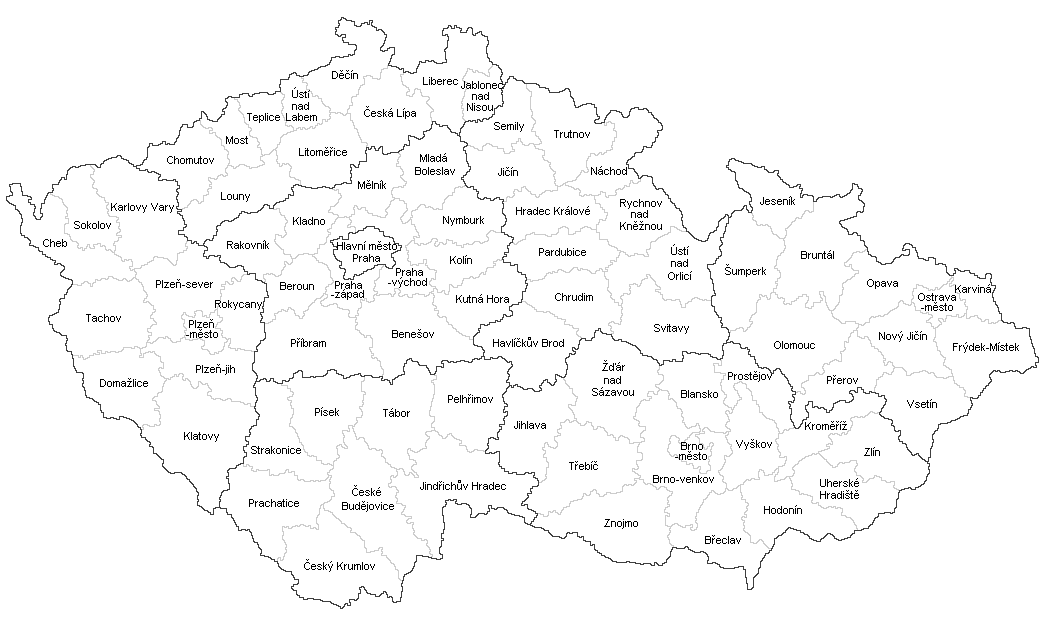
Územní kraje z roku 1960 a okresy po roce 2007

Kraje vytvořené roku 1960 v českých zemích (od roku 1969 Česká socialistická republika) byly následující:
1. Praha (samostatná územní jednotka na úrovni kraje)
2. Středočeský kraj se sídlem v Praze
3. Jihočeský kraj se sídlem v Českých Budějovicích
4. Západočeský kraj se sídlem v Plzni
5. Severočeský kraj se sídlem v Ústí nad Labem
6. Východočeský kraj se sídlem v Hradci Králové
7. Jihomoravský kraj se sídlem v Brně
8. Severomoravský kraj se sídlem v Ostravě

Ani tyto kraje (ani jejich okresy) nedodržovaly historickou česko-moravskou hranici, nicméně na rozdíl od předešlých krajů ji velmi zhruba kopírovaly a odkazovaly k historickým Čechám a Moravě (ne však ke Slezsku) i ve svých názvech. Jihočeský a Východočeský kraj ovšem zasahovaly na Moravu (Dačicko, Svitavy, Moravská Třebová), zatímco Jihomoravský kraj (v menší míře) do Čech (okolo Jihlavy a Žďáru nad Sázavou). „Severomoravský kraj“ zahrnoval i celé České Slezsko.
Podle sociálního geografa Martina Hampla ovšem šlo o špatné sociálněgeografické členění jak na úrovni krajů, tak na úrovni okresů. „Kraje z roku 1960 byly neorganickými celky, které nejsou vhodné zvláště pro zavedení regionální samosprávy. Výběr krajských měst a vymezení těchto krajů mimo jiné navozovaly oprávněný regionální patriotismus. Příkladem extrémních řešení odporujících přirozené spádovosti obyvatelstva bylo podřízení Liberce Ústí nad Labem nebo Olomouce Ostravě. Za extrémní „nepřirozenost“ je možno označovat i vedení hranic mezi oběma moravskými kraji (např. přerušení vazby Olomouc – Prostějov).“ „Kraje z roku 1960 (například Severomoravský kraj) představují ekonomicky nesourodé a v územně spádové podobě převážně umělé celky.“
Krajské národní výbory byly v roce 1990 zrušeny, kraje jako územní celky však existovaly dál.

### Souběh dvou krajských zřízení v Česku
Roku 1993 vznikla samostatná Česká republika, která zdědila československé okresy jako správní celky a kraje jako územní celky bez administrativní funkce. Po dlouhých debatách byl schválen ústavní zákon o vytvoření vyšších územních samosprávných celků, který s účinností od 1. ledna 2000 stanovil názvy 14 samosprávných krajů a jejich vymezení výčtem okresů (podrobněji níže).
Zákon o územním členění státu přesto nebyl zrušen nebo novelizován, takže mezi lety 2000–2020 existovaly souběžně dva druhy územních celků, které se shodně nazývaly „kraje“ (územně shodný s původním krajem byl pouze Středočeský kraj a pak hlavní město Praha v postavení kraje, zatímco Jihočeský a Jihomoravský kraj existovaly pod tímto názvem ve dvou verzích). Teprve novým zákonem o územně správním členění státu byly „územní kraje“ ode dne 1. ledna 2021 zrušeny.
Zrušení „starých“ krajů bylo v parlamentu vládou navrhováno v roce 2005, dvojice zákonů měla nabýt účinnosti 1. července 2006, avšak 27. prosince 2005 vláda vzala svůj návrh zpět. Další návrh zákona o územně správním členění státu vláda předložila v únoru 2019, schválen a vydán byl v únoru 2020 a účinnosti nabyl 1. ledna 2021, tím jsou územní kraje podle § 11 nového zákona ke dni 1. ledna 2021 zrušeny. Obdobné členění na osm krajů však přetrvává v organizaci justice.

### Situace na Slovensku
Tři slovenské kraje (Západoslovenský kraj, Středoslovenský kraj a Východoslovenský kraj), byly jako územní celky Československa zřízeny rovněž zákonem č. 36/1960 Sb. Ústavní zákon SNR č. 43/1968 Sb., o hlavnom meste Slovenska Bratislave, byl přijat 14. března 1968 a s účinností od 22. března 1968 přiznal postavení kraje i Bratislavě jako hlavnímu městu Slovenska (Slovenská socialistická republika však vznikla až k 1. lednu 1969). Zákon SNR č. 71/1969 Sb. ze 17. června 1969, o územním členění SSR, s účinností od 1. července 1969 slovenské kraje zrušil a Slovensko dělil pouze na 37 okresů a Bratislavu jako samostatný celek. Zákony č. 130/1970 Sb. a 131/1971 Sb. však opět tři slovenské kraje a jejich krajské národní výbory obnovily, přičemž Bratislavě byl ponechán zvláštní status. Zákony č. 369/1990 Sb. a 517/1990 Sb. pak s účinností od 19. prosince 1990 krajské zřízení na Slovensku zcela zrušily. Teprve zákon 221/1996 Z. z. pak zavedl nové slovenské kraje.

## Samosprávné kraje v České republice
Po roce 1989 a zejména po rozpadu Československa probíhaly dlouhé diskuse o nutnosti územní samosprávy a reformě jejího územního uspořádání. Ústava České republiky v článku 99 předpokládala vznik vyšších územních samosprávných celků a probíhala politická diskuse, jak budou tyto celky vymezeny a nazvány. Ústava teoreticky umožňovala i variantu návratu k zemskému zřízení, užívané v Rakousku-Uhersku do roku 1918 a v Československu v letech 1927–1948. Tímto směrem chtěli jít především promoravští politici, například ještě v roce 1995 předložili poslanci Jiří Drápela a Jaroslav Sýkora (oba Českomoravská unie středu) návrh ústavního zákona na vytvoření pěti zemí (pražské, východočeské, západočeské, moravské a slezské), který měl vyvážit samosprávné požadavky Moravy a Slezska s obavou politiků z česko-moravského dualismu, a tím i opakování zkušenosti z rozdělení dualistické československé federace v roce 1992, stejně jako eliminovat možnost vytvoření euroregionů.

### Podoba krajů

Nerealizovaná varianta krajů jako vyšších územních samosprávných celků

Po lobbování různých regionálních zájmových skupin zvítězil názor, že bude zavedeno krajské zřízení s omezenými pravomocemi. Variant územního členění státu bylo více, základní však byly tyto dvě:
1. První varianta počítala s 9 většími kraji, které víceméně odpovídaly krajům po roce 1960, nově by byl zřízen jen Středomoravský kraj, který měl vzniknout z části Jihomoravského (okresy Kroměříž, Prostějov, Uherské Hradiště a Zlín) a Severomoravského kraje (okresy Olomouc, Přerov, Šumperk a Vsetín). Důvodem bylo vytvoření stavu, kdy by byly všechny kraje územně a především počtem svých obyvatel přibližně srovnatelné. Návrh takového ústavního zákona podala skupina poslanců v čele s Josefem Ježkem (ODA) v roce 1995.[46] Ten byl ale zamítnut.
2. Druhá byla varianta se 14 menšími a navzájem rozdílně velkými kraji, v hrubých rysech odpovídajícími krajům z let 1948–1960, která se také nakonec prosadila.[47][48][49][46][50]

V České republice tak vedle osmi územních krajů vzniklo k 1. lednu 2000 na základě ústavního zákona č. 347/1997 Sb. též 14 samosprávných krajů jakožto vyšších územních samosprávných celků, samosprávné kompetence získaly na základě zákona č. 129/2000 Sb., o krajích (krajské zřízení), dne 12. listopadu 2000, kdy proběhly první volby do jejich nově zřízených zastupitelstev. Novelizujícími ústavními zákony č. 176/2001 Sb. a č. 135/2011 Sb. byly některé kraje přejmenovány. Po určitou dobu tak souběžně existovaly v České republice dvě různé soustavy krajů. Zrušení starých územních krajů bylo v parlamentu vládou navrhováno již v roce 2005, dvojice zákonů měla nabýt účinnosti 1. července 2006, avšak 27. prosince 2005 vláda vzala svůj návrh zpět. Další návrh zákona o územně správním členění státu vláda předložila v únoru 2019, schválen a vydán byl v únoru 2020 a účinnosti nabyl 1. ledna 2021, tím byly územní kraje podle § 11 nového zákona ke dni 1. ledna 2021 zrušeny (krajských soudů a krajských státních zastupitelství se však reforma nedotkla).
Nové kraje byly sestaveny z území dosavadních „velkých“ okresů, které přitom byly už několik let poté administrativně opuštěny a nahrazeny menšími obvody obcí s rozšířenou působností, do značné míry podobnými malým okresům zrušeným roku 1960 i politickým okresům z rakouské doby. Původně byly všem krajům dány názvy podle jejich sídel, několik krajů se ale během prvních let přejmenovalo. Také došlo k dílčím úpravám hranic v zájmu přirozené spádovosti.

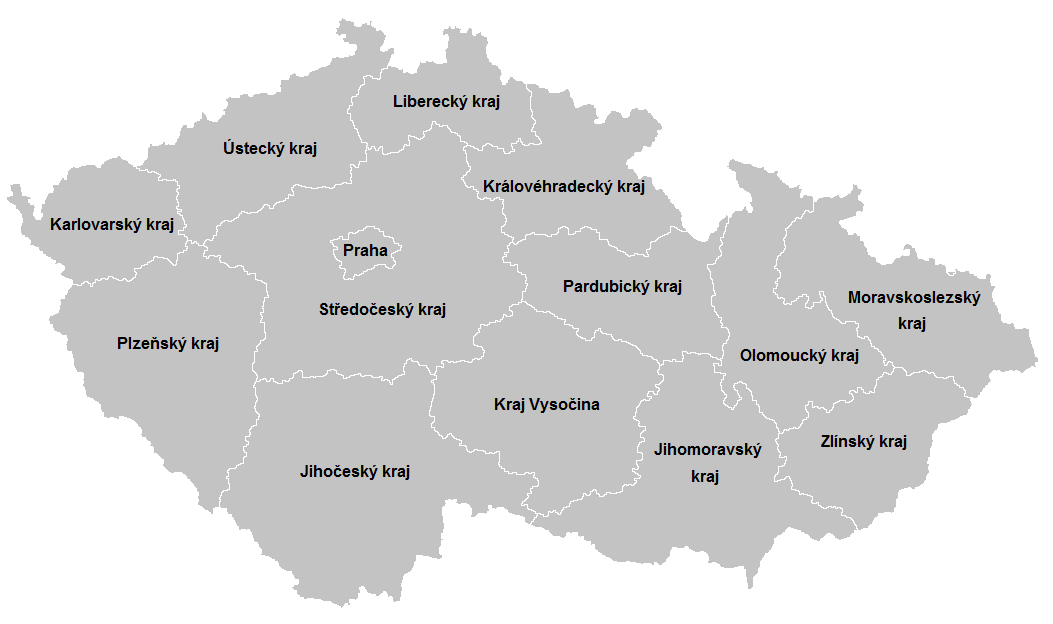
Mapa samosprávných krajů od roku 2000

Samosprávné kraje v Česku od roku 2000:
1. Hlavní město Praha
2. Středočeský kraj (sídlo Praha; shodný se stejnojmenným krajem z roku 1960)
3. Jihočeský kraj (původně Budějovický; sídlo České Budějovice; z okresů České Budějovice, Český Krumlov, Jindřichův Hradec, Písek, Prachatice, Strakonice, Tábor)
4. Plzeňský kraj (z okresů Domažlice, Klatovy, Plzeň-jih, Plzeň-město, Plzeň-sever, Rokycany, Tachov)
5. Karlovarský kraj (z okresů Cheb, Karlovy Vary, Sokolov)
6. Ústecký kraj (z okresů Děčín, Chomutov, Litoměřice, Louny, Most, Teplice, Ústí nad Labem)
7. Liberecký kraj (z okresů Česká Lípa, Jablonec nad Nisou, Liberec, Semily)
8. Královéhradecký kraj (z okresů Hradec Králové, Jičín, Náchod, Rychnov nad Kněžnou, Trutnov)
9. Pardubický kraj (z okresů Chrudim, Pardubice, Svitavy, Ústí nad Orlicí)
10. Kraj Vysočina (původně Jihlavský; z okresů Havlíčkův Brod, Jihlava, Pelhřimov, Třebíč, Žďár nad Sázavou)
11. Jihomoravský kraj (původně Brněnský; z okresů Blansko, Brno-město, Brno-venkov, Břeclav, Hodonín, Vyškov, Znojmo)
12. Olomoucký kraj (z okresů Jeseník, Olomouc, Prostějov, Přerov, Šumperk)
13. Moravskoslezský kraj (původně Ostravský; z okresů Bruntál, Frýdek-Místek, Karviná, Nový Jičín, Opava, Ostrava-město)
14. Zlínský kraj (z okresů Kroměříž, Uherské Hradiště, Vsetín, Zlín)

### Členění pro účely Evropské unie
V souvislosti se vstupem Česka do Evropské unie roku 2004 bylo jeho území regionalizováno v systému jednotek NUTS (statistické jednotky Eurostatu).
Celý stát tak tvoří jednu jednotku kategorie NUTS 0 a NUTS 1, dále je rozdělen na 8 jednotek NUTS 2 (tzv. regiony soudržnosti, tvořené jedním až třemi kraji) a 14 jednotek NUTS 3 (odpovídajících krajům).
České regiony soudržnosti (NUTS 2, v pořadí podle označení):
1. Praha (odpovídá kraji Hlavní město Praha)
2. Střední Čechy (odpovídá Středočeskému kraji)
3. Jihozápad (Jihočeský a Plzeňský kraj)
4. Severozápad (Karlovarský a Ústecký kraj)
5. Severovýchod (Liberecký, Královéhradecký a Pardubický kraj)
6. Jihovýchod (Kraj Vysočina a Jihomoravský)
7. Střední Morava (Olomoucký a Zlínský kraj)
8. Moravskoslezsko (odpovídá Moravskoslezskému kraji)

Počet regionů soudržnosti tak byl stejný jako počet bývalých územních krajů, jejich rozložení však (kromě Prahy a Středních Čech) bylo zcela jiné.